# NGC 7839
NGC 7839 في الفهرس العام الجديد، هو نجم ثنائي، يقع في كوكبة الفرس الأعظم. اكتشف في 18 نوفمبر 1886 .

## روابط خارجية
- NGC 7839 على موقع ويكي سكاي: DSS2, SDSS, GALEX, IRAS, Hydrogen α, X-Ray, Astrophoto, Sky Map, Articles and images